# 国标麻将番种列表
國標麻雀番種列表按1998年7月中华人民共和国国家体育总局审定《中国麻将竞赛规则（试行）》（以下简称“98规则”）记述列出国标麻将番种列表。与现时通行规则不一致的相关计分争议附后。

## 88分

### 大四喜
由4副风刻（杠）组成的和牌。不计圈风刻、门风刻、碰碰和
    
另计混幺九。
    
另计字一色。

### 大三元
和牌中，有中发白3副刻子。不计箭刻
    
另计全带幺。
    
另计字一色。

### 绿一色
由23468条及发字中的任何牌组成的和牌。不计混一色。如无“发”字组成的和牌，可计清一色。
    
另计四归一、箭刻
    
另计清一色、一色三节高、碰碰和、斷么。

### 九莲宝灯
由一种花色序数牌按1112345678999组成的特定牌型，见同花色任何1张序数牌即成和牌。不计清一色、门前清、不求人
    
另计四归一、清龙。
    
另计双暗刻、连六。

### 四杠
4个杠，不计碰碰和、单钓（另計四暗刻）
    
另计全大、三色三节高、双同刻、两副幺九刻
    
另计混幺九、三同刻、五门齐、箭刻。

### 连七对
由一种花色序数牌组成序数相连的7个对子的和牌。不计清一色、七對、平和
      

      
另计断幺。

### 十三幺
由3种序数牌的一、九牌，7种字牌及其中一对作将组成的和牌。不计五门齐、门前清、不求人、单钓
听一张牌，点和或自摸
听十三张牌，可和任意一九及字牌。

## 64分

### 清幺九
由序数牌一、九刻子组成的和牌。不计碰碰和、混幺九、同刻、无字
    
不计二组双同刻。
      
另计七对，四归一。

### 小四喜
和牌时有风牌的3副刻子及将牌。不计三风刻
    
另计碰碰和。

### 小三元
和牌时有箭牌的两副刻子和将牌。不计箭刻加计缺一门
    
另计混幺九、双同刻。

### 字一色
由字牌的刻子（杠）、将组成的和牌。不计碰碰和
    
另计双箭刻。

### 四暗刻
4个暗刻（暗杠）。不计门前清、碰碰和、不求人

### 一色双龙会
一种花色的两个老少副，5为将牌。不计老少副、一般高、清一色、平和、缺一门

## 48分

### 一色四同顺
一种花色4副序数相同的顺子，不计一色三节高、一般高、四归一
    
另计绿一色、清一色、断幺、平和。

### 一色四节高
一种花色4副依次递增一位数的刻子，不计一色三同顺、碰碰和
    
另计推不倒、小于五、幺九刻。

## 32分

### 一色四步高
一种花色4副依次递增一位数或依次递增二位数的顺子
    
另计混一色。
    
另计平和。

### 三杠
3个杠
    
另计小于五、三色三节高。

### 混幺九
由字牌和序数牌一、九的刻子及将牌组成的和牌。不计碰碰和、全带幺
    
另计三同刻、箭刻、五门齐。
      
另计七对、四归一、缺一门

## 24分

### 七对
由7个对子组成和牌。不计门前清、不求人、单钓
      
另计五门齐。
      
另计绿一色、清一色、全雙刻、推不倒。

### 七星不靠
必须有7个单张的东西南北中发白，加上3种花色，数位按147、258、369中的7张序数牌组成没有将牌的和牌。不计全不靠

### 全双刻
由2、4、6、8序数牌的刻子、将牌组成的和牌。不计碰碰和、断幺
    
另计推不倒、双同刻。

### 清一色
由一种花色的序数牌组成的和牌。不计无字
    
另计清龙、一般高、四归一、平和。

### 一色三同顺
和牌时有一种花色3副序数相同的顺子。不计一色三节高、一般高
    
另计全小、全帯幺、平和、缺一门、喜相逢。

### 一色三节高
和牌时有一种花色3副依次递增一位数字的刻子。不计一色三同顺
    
另计混一色、四归一。

### 全大
由序数牌789组成的顺子、刻子（杠）、将牌的和牌。不计大于五
    
另计三色三同顺、全带幺、平和、一般高。

### 全中
由序数牌456组成的顺子、刻子（杠）、将牌的和牌。不计断幺
    
另计碰碰和、三色三节高、双同刻。

### 全小
由序数牌123组成的顺子、刻子（杠）、将牌的和牌。不计小于五
    
另计一色四同顺、全带幺、缺一門、平和。

## 16分

### 清龙
和牌时，有一种花色1~9相连接的序数牌
    
另计平和、缺一门、喜相逢。

### 三色双龙会
2种花色2个老少副、另一种花色5作将的和牌。不计喜相逢、老少副、平和

### 一色三步高
和牌时，有一种花色3副依次递增一位或依次递增二位数字的顺子
    
另计全带五、平和、喜相逢。

### 全带五
每副牌及将牌必须有5的序数牌。不计断幺
    
另计全中、三色三同顺、四归一、平和、一般高。

### 三同刻
3个序数相同的刻子（杠）
    
另计全双刻、全中。

### 三暗刻
3个暗刻

## 12分

### 全不靠
由单张3种花色147、258、369不能错位的序数牌及东南西北中发白中的任何14张牌组成的和牌。不计五门齐、门前清、不求人

另计组合龙。

### 组合龙
和牌时，必须有3种花色的147、258、369不能错位的序数牌
    
另计平和。
    
另计五门齐、箭刻。

### 大于五
由序数牌6~9的顺子、刻子、将牌组成的和牌。不计无字
    
另计三色三同顺、一般高、平和。

### 小于五
由序数牌1~4的顺子、刻子、将牌组成的和牌。不计无字
    
另计清一色、一色三節高、推不倒、四归一＊2。

### 三风刻
3个风刻
    
另计字一色、箭刻。

## 8分

### 花龙
3种花色的3副顺子连接成1~9的序数牌
    
另计一般高、平和。

### 推不倒
由牌面图形没有上下区别的牌组成的和牌，包括1234589饼、245689条、白板。不计缺一门
    
另计双同刻、无字、幺九刻*2。
      
另计清一色、七对。

### 三色三同顺
和牌时，有3种花色3副序数相同的顺子，不計喜相逢
    
另计平和、连六。

### 三色三节高
和牌时，有3种花色3副依次递增一位数的刻子
    
另计全大、碰碰和、双同刻、幺九刻。

### 无番和
和牌中没有任何番种分（花牌、庄家不计算在内）
（吃） （碰）手牌： 和(在這個例子中，六條與九條不得為自摸或和絕張)

### 妙手回春
自摸牌墙上最后一张牌和牌。不计自摸。

### 海底捞月
和打出的最后一张牌。

### 杠上开花
杠抓进的牌成和牌（不包括补花）。不计自摸

### 抢杠和
和别人开明杠的牌。不计和绝张

### 双暗杠
两个暗杠

## 6分

### 碰碰和
由4副刻子（或杠）组成的和牌
    
另计一色三节高、双同刻、推不倒。

### 混一色
由一种花色序数牌及字牌组成的和牌
    
另计箭刻、老少副。

### 三色三步高
3种花色3副依次递增一位序数的顺子
    
另计全带五、四归一。

### 五门齐
和牌时3种序数牌、风、箭牌齐全
    
另计全带幺、箭刻、喜相逢。

### 全求人
全靠吃牌、碰牌、单钓别人打出的牌和牌。不计单钓

### 一明一暗杠
和牌中，有一明杠与一暗杠

### 双箭刻
2副箭刻（或杠）

## 4分

### 全带幺
和牌时每副牌、将牌都有幺牌

### 不求人
沒有吃、碰、明槓，自摸和牌

### 双明杠
2个明杠

### 和绝张
和牌池、桌面已亮明的3张牌所剩的第4张牌（抢杠和不计和绝张）

## 2分

### 箭刻
由中、发、白3张相同的牌组成的刻子

### 圈风刻
与圈风相同的风刻

### 门风刻
与本门风相同的风刻

### 门前清
没有吃、碰、明杠，和别人打出的牌

### 平和
由4副顺子及序数牌作将组成的和牌，边、坎、钓不影响平胡，不计无字

### 四归一
和牌中，有4张相同的牌归于一家的顺子、刻子、将牌中（杠牌不算）

### 双同刻
2副序数相同的刻子

### 双暗刻
2个暗刻

### 暗杠
自抓4张相同的牌开杠

### 断幺
和牌中没有一、九及字牌

## 1分

### 一般高
由一种花色2副相同的顺子组成的牌

### 喜相逢
2种花色2副序数相同的顺子

### 连六
一种花色6张相连接的序数牌

### 老少副
一种花色牌的123、789两副顺子

### 幺九刻
一、九序数牌及风牌组成的刻子（或杠）

### 明杠
自己有暗刻，碰别人打出的一张相同的牌开杠；或自己抓进一张与碰的明刻相同的牌开杠

### 缺一门
和牌中缺少一种花色序数牌

### 无字
和牌中没有风、箭牌

### 边张
单和123的3及789的7或1233和3、7789和7都为边张。手中有12345和3，56789和7不算边

### 坎张
和2张牌之间的牌。4556和5也为坎张，手中有45567和6不算坎

### 单钓将
钓单张牌作将成和（缺将牌）

### 自摸
自己抓进牌成和牌

### 花牌
即春夏秋冬，梅兰菊竹，每花计一分。不计在起和分内，和牌后才能计分。花牌补花成和计自摸分，不计杠上开花。

## 相关争议

### 一明杠一暗杠计分争议
98规则中，只记述了双明杠（4分）及双暗杠（6分）两个番种，一明杠一暗杠只能计明杠（1分）、暗杠（2分）共3分。:83
现时通行规则中，一明杠一暗杠计5分。:84

### 七对与其他番种的复合争议
98规则中，字一色、清幺九、混么九等番种说明中均要求和牌型以刻子、将组成，绿一色、全大、全中、全小、大于五、小于五均要求和牌型以刻子、顺子、将组成。而七对和牌型不满足这一条件，只能加计缺一门（1分）。:63-68
现时通行规则中，绿一色、字一色、清幺九、混幺九、全大、全中、全小、大于五、小于五均可复合七对。但字一色、清幺九、混幺九仍不计碰碰和。:87, 101

### 杠刻复合计分争议
98规则中，未记述杠刻相关番种如何复合计分。四杠、三杠不可与暗刻系列番种复合。:56-63
现时通行规则中，杠系列（四杠、三杠、双暗杠、双明杠，以及明暗杠）与暗刻系列（四暗刻、三暗刻、双暗刻）复合时，最多各取一个番种计分，但双暗杠不计双暗刻。:77, 97

### 必然门清番种自摸计分争议
98规则中，七对、七星不靠等必然门清的番种明确规定不计不求人，而九莲宝灯、四暗刻等番种没有类似记述。
现时通行规则中，必然门清的番种自摸食糊僅计自摸（1分），不计不求人（4分）。也有部分规则门清自摸和牌一律计不求人。:62

### 组合龙和牌型争议
98规则中，未规定组合龙+一面子+将的和牌型。但在附录中，有组合龙加计平和、组合龙加计五门齐的牌例。
现时通行规则中，可以组合龙+一面子+将的牌型和牌。:126-128